# Xã Brooklyn, Quận Lincoln, South Dakota
Xã Brooklyn (tiếng Anh: Brooklyn Township) là một xã thuộc quận Lincoln, tiểu bang Nam Dakota, Hoa Kỳ. Năm 2010, dân số của xã này là 237 người.